# Pestens tid (TV-serie)
Pestens tid (originaltitel: The Stand) är en amerikansk miniserie för TV från 1994. Serien bygger på Stephen Kings roman Pestens tid från 1978. Sin vana trogen har Stephen King en liten biroll i serien.

## Handling
Serien handlar om ett influensavirus skapat av den amerikanska regeringen. Viruset börjar spridas utanför det forskningslaboratorium där det framställts och sprids snabbt. Viruset är mycket aggressivt och dödar den största delen av världens befolkning. De överlevande tvingas slåss för att överleva. I olika delar av USA har några överlevande syner av en enkel stuga med en gammal svart kvinna, Abagail Freemantle, men också syner av Randall Flagg - en man som verkar vara ond.

## Rollista (urval)
| Gary Sinise       | – Stu Redman                |
| Molly Ringwald    | – Frannie Goldsmith         |
| Laura San Giacomo | – Nadine Cross              |
| Jamey Sheridan    | – Randall Flagg             |
| Bill Fagerbakke   | – Tom Cullen                |
| Corin Nemec       | – Harold Lauder             |
| Ruby Dee          | – Mother Abagail Freemantle |
| Rob Lowe          | – Nick Andros               |